# Relations entre le Japon et la Serbie
Les relations entre le Japon et la Serbie désignent les relations internationales entre le Japon et la Serbie. Les deux pays ont établi leur première mission diplomatique en 1882 entre le roi de Serbie Milos Obrenovic et Meiji (empereur) du Japon qui à la suite du congrès de Berlin de 1878 reconnaissait la Serbie comme État indépendant. Le Japon a une ambassade à Belgrade. La Serbie a une ambassade à Tokyo et un consulat honoraire à Osaka.

## Les relations entre les deux pays
Les deux pays sont des partenaires commerciaux importants. Le Japon a exporté beaucoup de produits vers la Serbie depuis la dissolution de la Yougoslavie. Les deux pays ont de l'intérêt pour les ressources minières. Le Japon est considéré comme l'un des principaux partenaires commerciaux de la Serbie en Asie.  Il y a environ 92 Japonais habitant en Serbie.
Le Japon est l'un des plus importants donateurs avec la Russie et l'Allemagne, en tout 460 millions d'euros, étaient donnés à la Serbie par le Japon, l'un des dons les plus célèbres pour les Belgradois sont les bus jaunes, plus de 200 000 Serbes voyagent dans Belgrade avec les célèbres bus jaunes donnés par le Japon, 17 millions d'euros sont donnés par le Japon pour leur entretien.
24 accords bilatéraux sont en cours avec le Japon dont certains depuis 1968 dans le domaine de la culture, les accords dans le commerce sont les mêmes que ceux signés depuis 1959, de la technologie depuis 1981, le Japon considérant la Serbie comme héritière historique et juridique de la Yougoslavie (comme beaucoup de pays non alignés et hors zone UE), ils n'ont fait que des modifications d'ajustement de ces accords.
Les Japonais et les Serbes peuvent se rendre dans leurs pays respectifs sans visa et cela pour une période de 90 jours.  
L'ambassadeur du Japon en Serbie est Tadashi Nagai. L'ambassadeur de la Serbie au Japon est Ivan Mrkić.